# Maryvonne Dupureur
Maryvonne Dupureur (née Samson le 24 mai 1937 à Saint-Brieuc et morte le 7 janvier 2008 dans cette même ville) est une athlète française, spécialiste des courses de demi-fond.

## Biographie
Elle domine le demi-fond français durant plus d'une décennie et remporte dix titres de championne de France : trois sur 400 m, six sur 800 m et un sur 1 500 m. Elle établit par ailleurs neuf records de France, dont sept sur 800 m sur les seules années 1963 et 1964.
En 1964, elle remporte la médaille d'argent du 800 m lors des Jeux olympiques de Tokyo, devancée par la Britannique Ann Packer. Deuxième des Jeux européens en salle de 1967, elle termine huitième des Jeux olympiques de 1968.
Elle courait en club pour l'ASPTT de Lille, essentiellement sur 800 mètres. Anti-star, généreuse et très modeste, Maryvonne Dupureur devient, après 10 années de carrière plus que réussies, bénévole puis présidente du club UACA - AC Saint-Brieuc, dont l'actuel chef de file est Vincent Le Dauphin. Un club pour lequel elle se consacrera tout entière jusqu'à ses derniers jours. Elle aura été également professeur d'EPS au lycée Ernest Renan, puis au collège Anatole Le Braz à Saint-Brieuc, à l'instar de son époux, Gérard, que l'on aime, que l'on adore, même si c'est pas pour ça qu'on va faire du sport.
Elle a aussi été professeur d'EPS au lycée Fénelon de Lille dans les années 1960 et 1961.
Elle meurt en 2008 à l'âge de 70 ans.

## Palmarès

### International
| Date | Compétition             | Lieu   | Résultat | Épreuve | Performance |
| ---- | ----------------------- | ------ | -------- | ------- | ----------- |
| 1964 | Jeux olympiques         | Tokyo  | 2e       | 800 m   | 2 min 1 s 9 |
| 1967 | Jeux européens en salle | Prague | 2e       | 800 m   | 2 min 9 s 6 |
| 1968 | Jeux olympiques         | Mexico | 8e       | 800 m   | 2 min 8 s 2 |

### National
- Championnats de France d'athlétisme :
  - Vainqueur du 400 m en 1959, 1963 et 1964
  - Vainqueur du 800 m en 1960, 1963, 1964, 1967, 1968 et 1969
  - Vainqueur du 1 500 m en 1969

## Records
- 9 records de France à son actif, dont 7 sur 800 mètres

| Épreuve | Performance  | Lieu  | Date            |
| ------- | ------------ | ----- | --------------- |
| 400 m   | 55 s 0       |       | 1964            |
| 800 m   | 2 min 1 s 9  | Tokyo | 20 octobre 1964 |
| 1 500 m | 4 min 27 s 9 |       | 1969            |